# Diphyus quinquecinctus
Diphyus quinquecinctus là một loài tò vò trong họ Ichneumonidae.